# Krigets elände

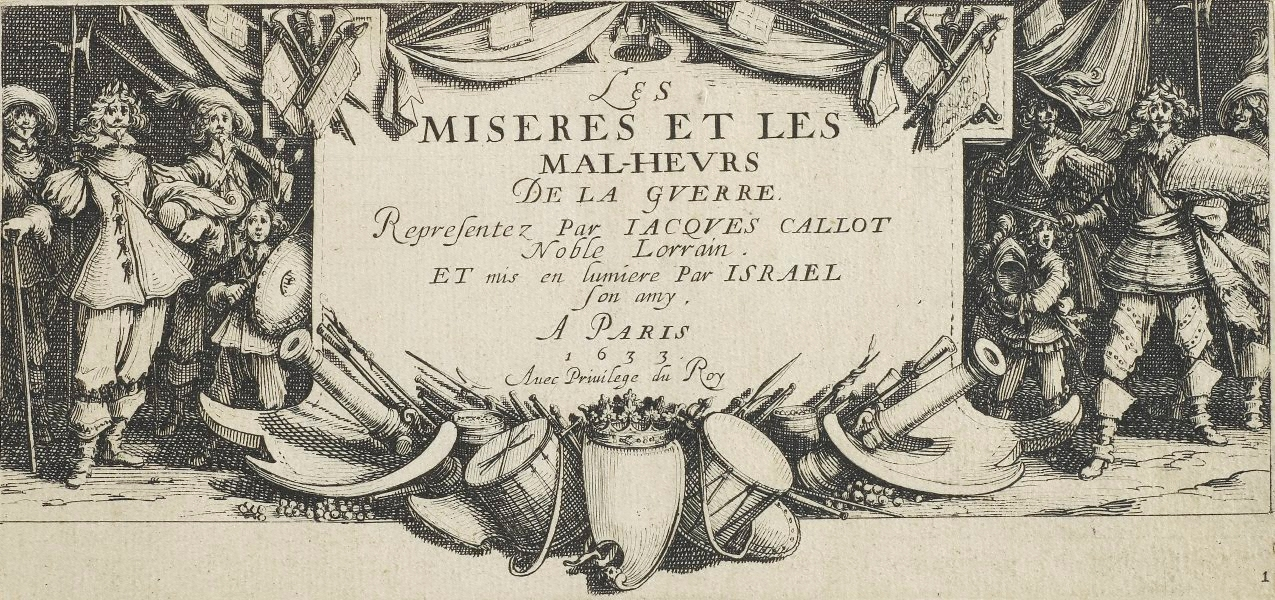
Titelsidan

Krigets elände är en svit med etsningar av den lothringske konstnären Jacques Callot, utgiven 1633. Den skildrar militärliv och konsekvenser för civilbefolkningen under trettioåriga kriget. Serien består av 18 bilder med måtten 83 gånger 180 millimeter. Under varje bild finns en dikt med tre rimmade verspar av Michel de Marolles. Den egentliga franska titeln är Les misères et les malheurs de la guerre ("krigets eländen och olyckor"), men samlingen kallas också Les grandes misères de la guerre ("krigets stora eländen") för att särskiljas från en serie bilder i mindre format, Les petites misères de la guerre ("krigets små eländen").
Verkets eventuella budskap är omdiskuterat. Det har tolkats som en uppmaning till befolkning i Hertigdömet Lothringen att göra motstånd mot Frankrike. I bilderna görs dock inga hänvisningar till specifika händelser och de stridande parterna skildras likvärdigt. Utifrån titeln och bilderna av civilt lidande har det tolkats som ett pacifistiskt verk. Den moraliskt laddade titeln kan dock ha skapats av utgivaren, Israël Henriet, utan Callots inblandning. I inventarieförteckningen efter Callots död 1635 kallas det i stället La vie des soldats ("soldatlivet"). I bilderna finns också en allmän tvetydighet som kan tyda på ett likgiltigt observerande snarare än ett moraliskt ärende.
Callots sätt att använda en serie grafiska blad för att skildra ett krig var banbrytande. Till verkets efterföljare kan räknas Francisco de Goyas Krigets fasor från 1810–1815, Otto Dix' Der Krieg från 1924, Pablo Picassos Francos dröm och lögn från 1937 och Sue Coes The tragedy of war från 1999–2000.